# Grand Prix automobile des Pays-Bas 1961
GP précédent GP suivant
Le Grand Prix des Pays-Bas 1961 (X Grote Prijs van Nederland), disputé sur le circuit de Zandvoort le 22 mai 1961, est la quatre-vingt-seizième épreuve du championnat du monde de Formule 1 courue depuis 1950 et la deuxième manche du championnat 1961.

## Contexte avant la course

### Le championnat du monde
La saison 1961 correspond à l'introduction de la nouvelle Formule 1 1 500 cm3, effective depuis le premier janvier. Cette nouvelle formule, très proche de l'ancienne Formule 2 en vigueur de 1957 à 1960, a remplacé la précédente réglementation autorisant une cylindrée de 2500 cm3 (moteur atmosphérique) ou de 750 cm3 (moteur suralimenté).
- Principaux points de la nouvelle réglementation :
- interdiction des moteurs suralimentés
- cylindrée minimale : 1300 cm3
- cylindrée maximale : 1500 cm3
- poids minimal : 450 kg (à sec)
- double circuit de freinage obligatoire
- arceau de sécurité obligatoire (le haut du cerceau devant dépasser le casque du pilote)
- démarreur de bord obligatoire
- carburant commercial
- ravitaillement en huile interdit durant la course

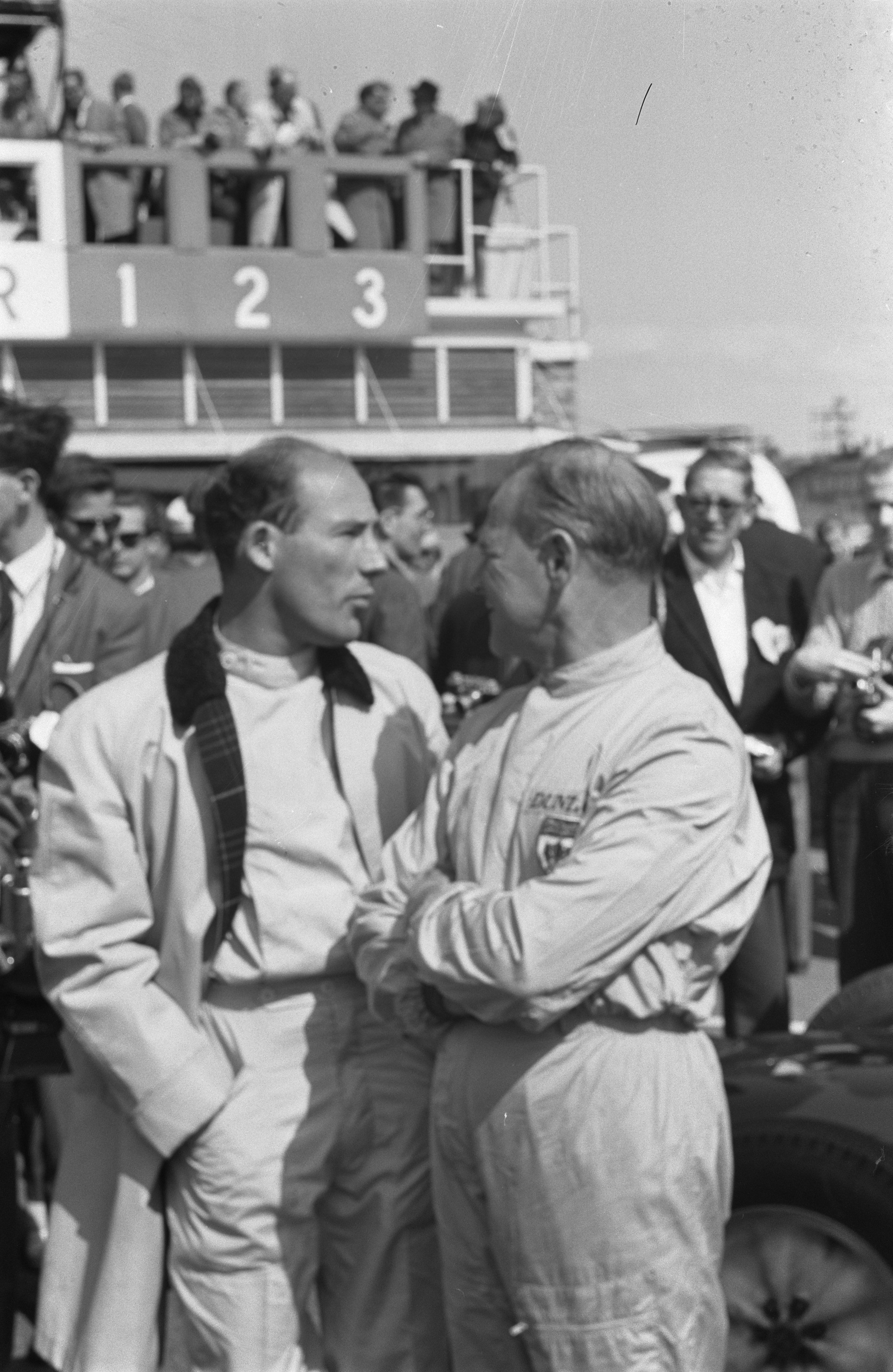
Grâce à sa victoire à Monaco, Stirling Moss (à gauche sur la photo) se présente à Zandvoort en tête du championnat.

La nouvelle formule ayant été annoncée officiellement le 28 octobre 1958 par le président de la Commission sportive internationale (CSI), Monsieur Pérouse, les constructeurs disposaient de deux ans pour développer leurs nouvelles monoplaces. Toutefois les concurrents britanniques, opposés à la réduction de la cylindrée et à l'augmentation du poids minimal, ont perdu ces deux années à tenter de convaincre la CSI de revenir sur sa décision et ont tardé à mettre en chantier de nouveaux moteurs. De ce fait, en ce début de saison, seule la Scuderia Ferrari dispose d'un modèle à moteur V6 parfaitement au point, alors que ses concurrents britanniques ont conçu tardivement leurs châssis, adaptés à la version 1500 cm3 du quatre cylindres Coventry Climax FPF dont la conception remonte à 1956, le seul moteur dont ils disposent. Encouragé par ses bons résultats en Formule 2 les saisons précédentes, Ferry Porsche a également décidé de se lancer en F1, utilisant cette année une évolution de ses anciennes F2, la nouvelle monoplace à moteur huit cylindres de la marque allemande n'étant pas attendue, au mieux, avant l'automne.
Malgré une monoplace à la puissance nettement supérieure à celle de ses concurrentes, la Scuderia Ferrari n'a pas réussi à s'imposer lors de l'épreuve inaugurale du championnat, à Monaco. À la surprise générale, un Stirling Moss en très grande forme est parvenu ce jour-là à exploiter au mieux les qualités de tenue de route de sa Lotus privée pour tenir tête, malgré un handicap de trente chevaux, aux trois Ferrari officielles. Moss occupe donc la tête du classement provisoire du championnat du monde, mais sur les circuits traditionnels il ne pourra lutter à armes égales avec les monoplaces italiennes.

### Le circuit

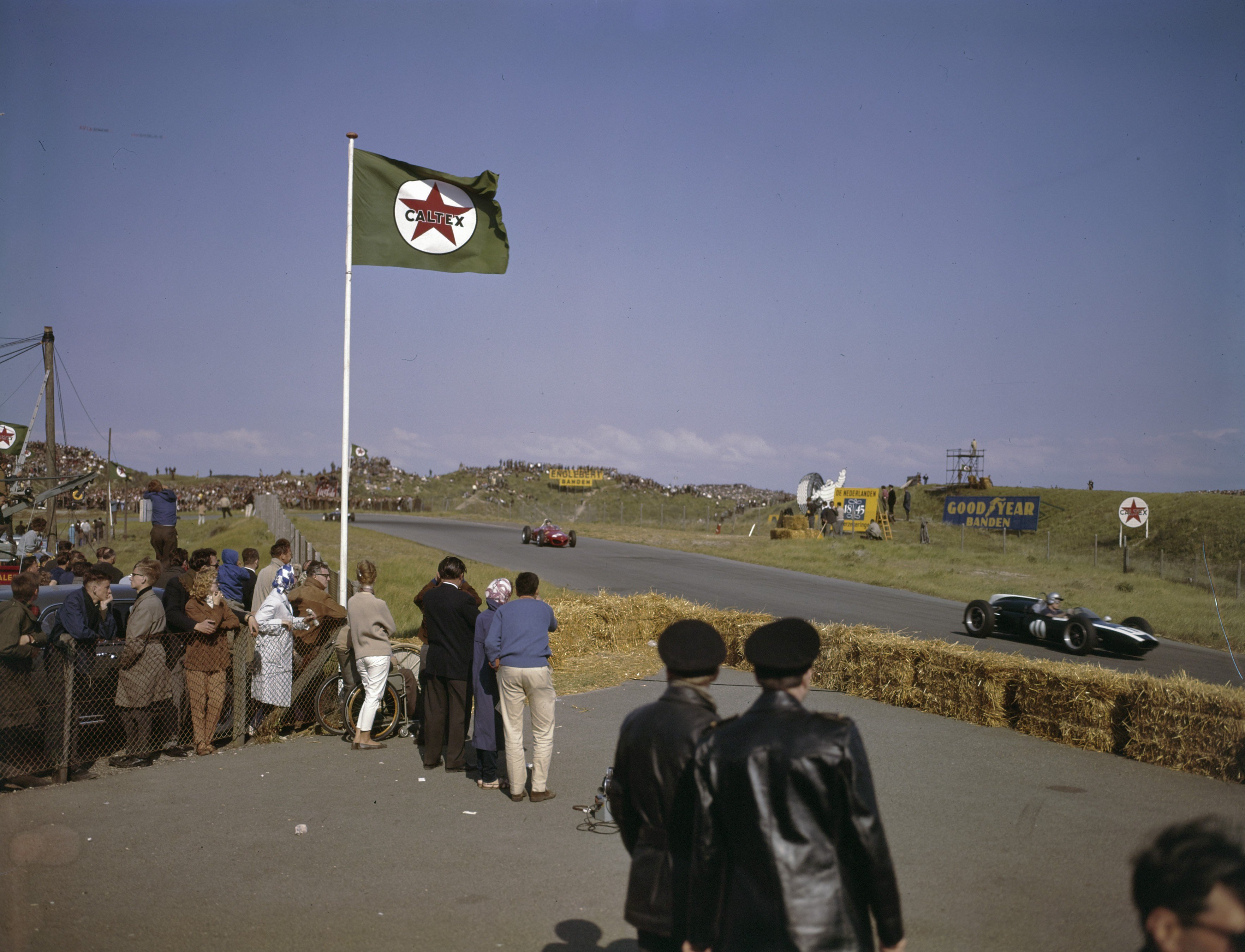
Le circuit de Zandvoort est tracé dans les dunes.

Situé en bord de mer, à moins de dix kilomètres de la ville d'Haarlem, le circuit permanent de Zandvoort fut inauguré en 1948 lors du deuxième Grand Prix de Zandvoort, une course remportée par la Maserati du Prince Bira à près de 120 km/h de moyenne. Tracée dans les dunes, la piste est assez sinueuse, et les vents marins génèrent la présence quasi-permanente de sable, rendant les conditions d'adhérence très changeantes. Le record de la piste est détenu par Stirling Moss, auteur d'un tour à 160,9 km/h de moyenne au volant de sa Lotus en 1960.

## Monoplaces en lice
- Cooper T55 "Usine"

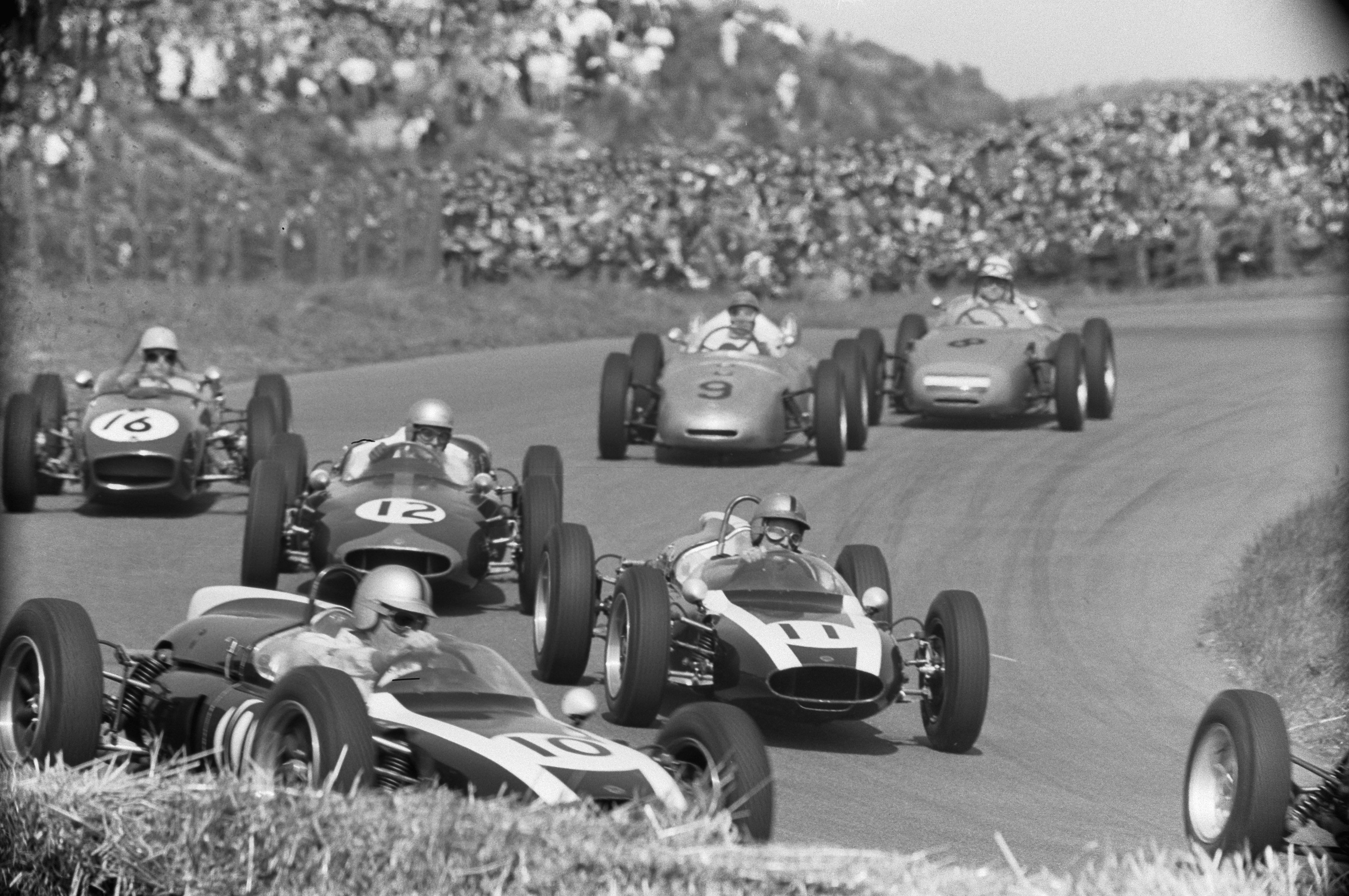
Les Cooper T55 de Brabham (n°10) et McLaren (n°11) devant la T53 de Surtees (n°12).

Évolution de la T53 championne du monde en 1960, la Cooper T55 utilise le moteur Coventry Climax FPF, monté en position inclinée avec points d'ancrage positionnés très bas, permettant une ligne de carrosserie très fine. La transmission est assurée par boîte de vitesses à six rapports, de conception maison. Dans sa version MkII, le moteur quatre cylindres FPF à double arbre à cames en tête développe 152 chevaux à 7600 tr/min, soit près de quarante chevaux de moins que les meilleurs moteurs Ferrari. Malgré un poids limité à 465 kg, les Cooper ne seront donc pas en mesure de défendre leur titre cette saison, le nouveau moteur Climax V8 n'étant pas prévu avant le milieu de l'été. L'usine a engagé deux voitures, pour ses pilotes habituels Jack Brabham et Bruce McLaren.
- Cooper T53 privées

Comme à Monaco, le Yeoman Credit Racing Team a engagé une T53 à moteur Coventry Climax FPF MkII, à boîte cinq vitesses, pour son pilote John Surtees. Stirling Moss dispose d'un modèle identique au sein du Rob Walker Racing Team, en tant que voiture de réserve (le pilote britannique utilisant en priorité son habituelle Lotus 18). Ces deux voitures utilisent le même moteur Coventry Climax FPF MkII que les voitures d'usine. L'écurie Camoradi a engagé une T53 à moteur FPF MkI (143 chevaux) pour Masten Gregory, ce dernier étant pilote de réserve, ne pouvant prendre le départ qu'en cas de forfait de l'un des quinze pilotes des équipes officielles.
- Lotus 21 & 18 "Usine"

Mécaniquement dérivée de la Lotus 18, la nouvelle 21 emprunte sa ligne à la Lotus 20 de Formule junior, dont elle reprend la suspension avant carénée. Grâce à son aérodynamique poussée, la 21 bénéficie d'une vitesse de pointe correcte, malgré la faible puissance (152 chevaux) de son moteur Climax FPF MkII, accouplé à une boîte de vitesses ZF à cinq rapports. L'ensemble ne pèse que 455 kg à vide. L'équipe a engagé un seul de ces modèles pour Jim Clark, le deuxième châssis accidenté par Innes Ireland aux essais du Grand Prix de Monaco n'étant pas encore totalement réparé. Encore convalescent, Ireland est remplacé pour l'occasion par l'espoir britannique Trevor Taylor, au volant d'un des premiers châssis de Lotus 18, utilisé la saison passée en Formule Junior, maintenant doté d'un moteur FPF MkII.
- Lotus 18 privées

Rob Walker engage à nouveau sa Lotus 18, préparée par le chef mécanicien Alf Francis, pour Stirling Moss, victorieux du dernier Grand Prix de Monaco avec cette voiture. Lestée au pois minimal de 450 kg, elle est équipée d'un moteur  Climax FPF MkII. L'écurie Camoradi a engagé également une Lotus 18 (à moteur FPF MKI) pour Ian Burgess, pilote de réserve tout comme Gregory.
- Ferrari 156 "Usine"

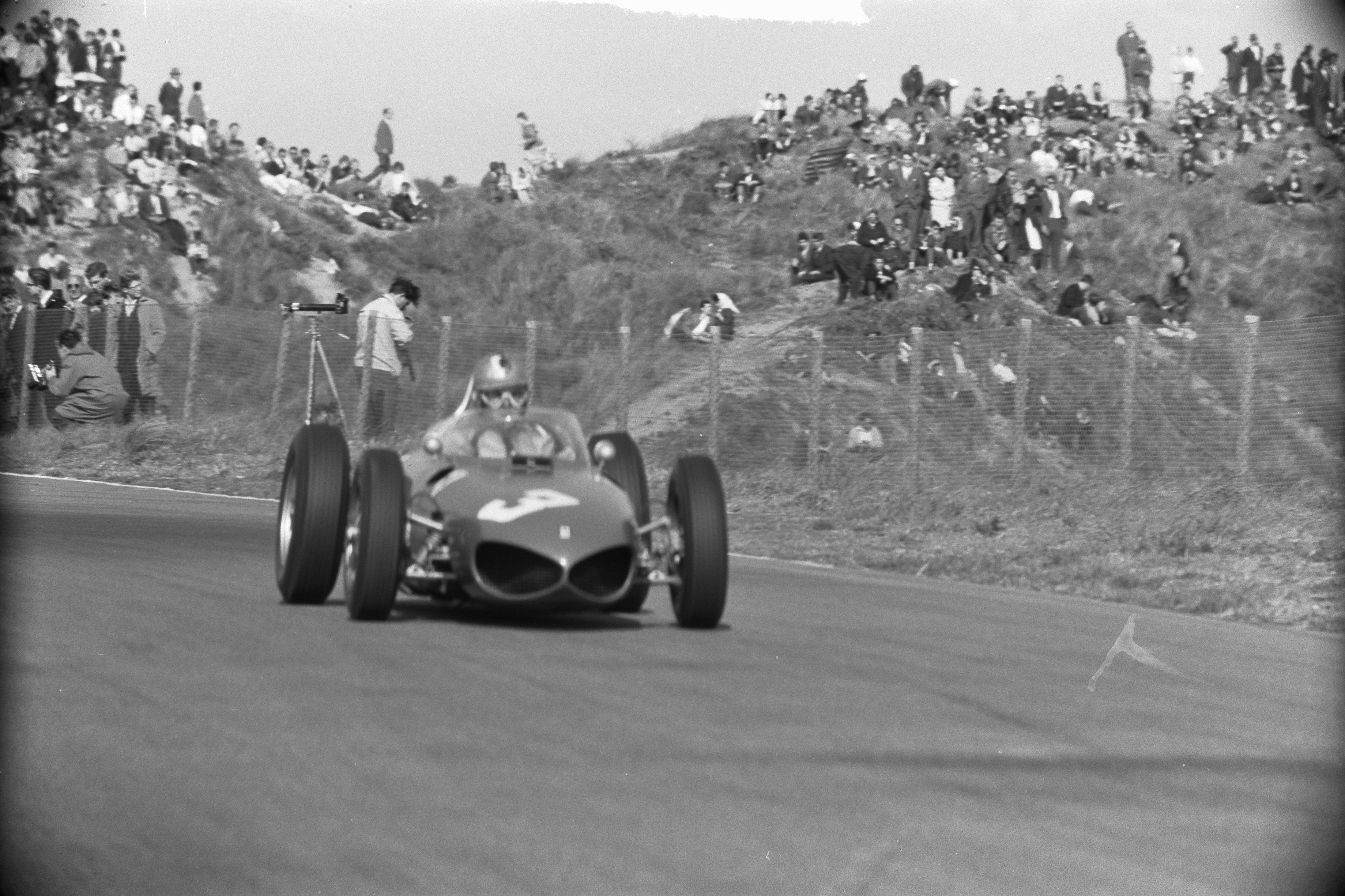
La Ferrari 156 de Wolfgang von Trips.

La Scuderia Ferrari a engagé trois 156, désormais toutes équipées de la dernière version du moteur V6, avec vé à 120°. Dans cette ultime évolution, le moteur à double allumage alimenté par deux carburateurs Weber triple corps développe 190 chevaux à 9500 tr/min. La voiture, longue de plus de quatre mètres et d'un empattement de deux mètres trente, pèse 460 kg à sec. Comme à Monaco, l'équipe de pilotes est constituée de Phil Hill, Wolfgang von Trips et Richie Ginther. 
- BRM P48/57 "Usine"

Longtemps opposée à la nouvelle formule 1500 cm3, British Racing Motors a pris du retard dans le développement de son nouveau moteur V8 de formule 1. Aussi doit-elle se résoudre à utiliser, en ce début de saison, le moteur Climax FPF MkII, adapté sur son modèle P48/57 dérivé de la P48 de l'année précédente. La marque a toutefois abandonné le précédent système de freinage à disque monté sur l'arbre de transmission, adoptant un système plus conventionnel de quatre freins à disques montés dans les porte-moyeux. La voiture pèse 470 kg à sec. Deux châssis ont été préparés, confiés à Graham Hill et Tony Brooks.
- Porsche 787 "Usine"

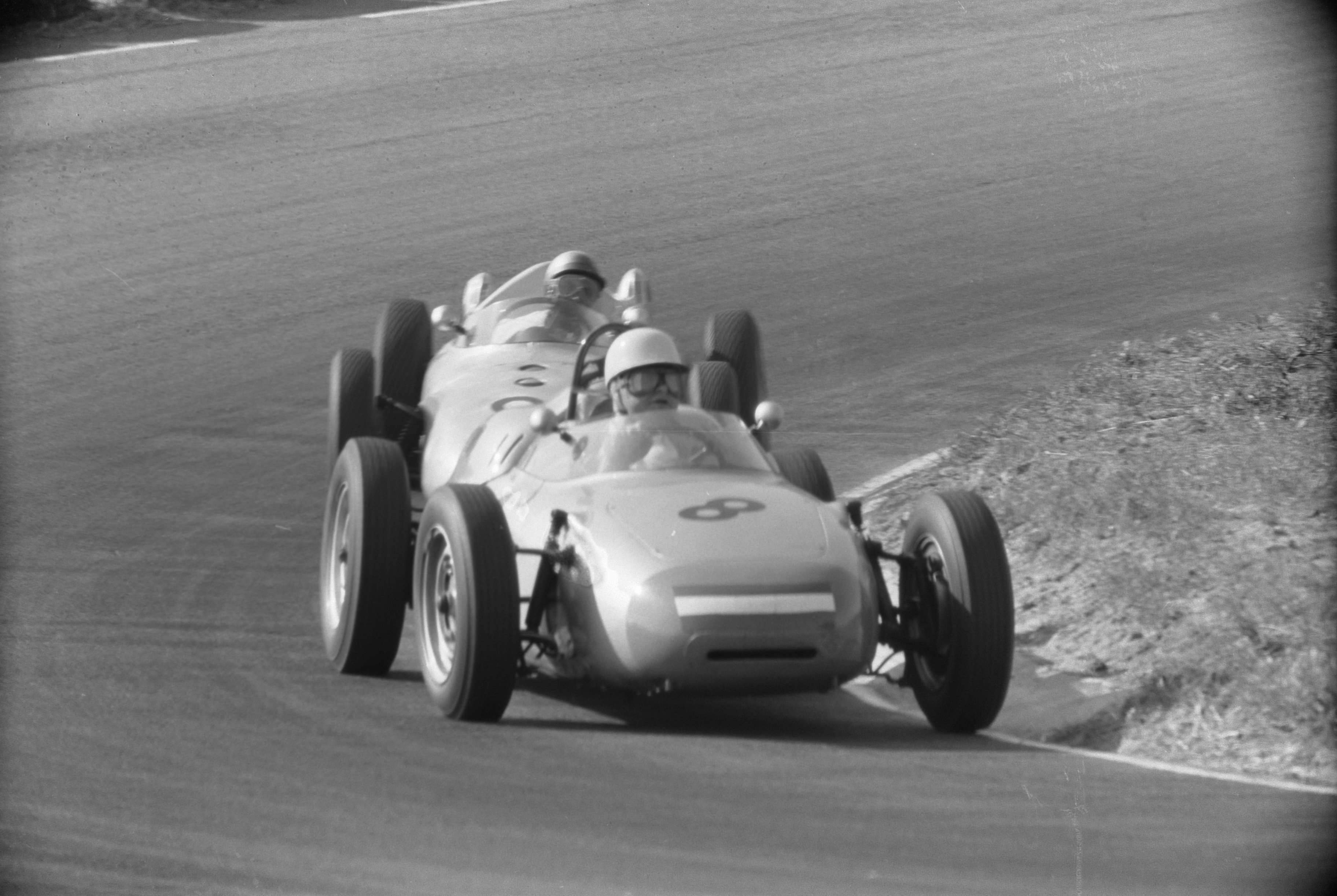
L'écurie locale Maarsbergen a engagé deux Porsche 718.

Le constructeur de Stuttgart a engagé deux 787, modèles dérivés de la 718 F2 de la saison passée, légèrement plus longs et bénéficiant d'une nouvelle suspension arrière. Un moteur huit cylindres est en cours d'étude, mais en attendant la marque continue à utiliser le quatre cylindres à plat refroidi par air, à injection mécanique Kugelfischer, développant environ 170 chevaux à 9000 tr/min. La 787, équipée de quatre freins à disques, pèse 480 kg à vide. La transmission fait appel à une boîte de vitesses à six rapports. Les deux voitures sont aux mains de Joakim Bonnier et Dan Gurney.
- Porsche 718 privées

Le pilote local Carel Godin de Beaufort a engagé sa Porsche 718 personnelle au sein de son écurie Maarsbergen. Il s'agit de l'ancienne formule 2 usine utilisée par Graham Hill en 1960, un modèle pesant 450 kg, d'une puissance de 165 chevaux. Hans Herrmann dispose également d'une 718 au sein de la même équipe, un modèle un peu plus récent équipé du nouveau capot arrière.

## Coureurs inscrits
| no     | Pilote                  | Écurie                     | Constructeur | Modèle              | N° châssis         | Moteur                                                  | Pneumatiques |
| ------ | ----------------------- | -------------------------- | ------------ | ------------------- | ------------------ | ------------------------------------------------------- | ------------ |
| 1      | Phil Hill               | Ferrari SEFAC              | Ferrari      | Ferrari 156         | 156-003            | Ferrari 178 V6 (120°)                                   | D            |
| 2      | Richie Ginther          | Ferrari SEFAC              | Ferrari      | Ferrari 156         | 156-001            | Ferrari 178 V6 (120°)                                   | D            |
| 3      | Wolfgang von Trips      | Ferrari SEFAC              | Ferrari      | Ferrari 156         | 156-004            | Ferrari 178 V6 (120°)                                   | D            |
| 4      | Graham Hill             | Owen Racing Organisation   | BRM          | BRM P48/57          | 571                | Coventry Climax FPF MkII L4                             | D            |
| 5      | Tony Brooks             | Owen Racing Organisation   | BRM          | BRM P48/57          | 572                | Coventry Climax FPF MkII L4                             | D            |
| 6      | Joakim Bonnier          | Porsche System Engineering | Porsche      | Porsche 787         | 787-02             | Porsche 547/3 F4                                        | D            |
| 7      | Dan Gurney              | Porsche System Engineering | Porsche      | Porsche 787         | 787-01             | Porsche 547/3 F4                                        | D            |
| 8      | Carel Godin de Beaufort | Ecurie Maarsbergen         | Porsche      | Porsche 718         | 718-201            | Porsche 547/3 F4                                        | D            |
| 9      | Hans Herrmann           | Ecurie Maarsbergen         | Porsche      | Porsche 718         | 718-205            | Porsche 547/3 F4                                        | D            |
| 10     | Jack Brabham            | Cooper Car Company         | Cooper       | Cooper T55          | F1-10-61           | Coventry Climax FPF MkII L4                             | D            |
| 11     | Bruce McLaren           | Cooper Car Company         | Cooper       | Cooper T55          | F1-11-61           | Coventry Climax FPF MkII L4                             | D            |
| 12     | John Surtees            | Yeoman Credit Racing Team  | Cooper       | Cooper T53          | F1-1-61            | Coventry Climax FPF MkII L4                             | D            |
| 14 14T | Stirling Moss           | Rob Walker Racing Team     | Lotus Cooper | Lotus 18 Cooper T53 | XVIII-912 F1-7-61  | Coventry Climax FPF MkII L4 Coventry Climax FPF MkII L4 | D            |
| 15     | Jim Clark               | Team Lotus                 | Lotus        | Lotus 21            | XXI-930            | Coventry Climax FPF MkII L4                             | D            |
| 16     | Trevor Taylor           | Team Lotus                 | Lotus        | Lotus 18            | XVIII-907 (ex 371) | Coventry Climax FPF MkII L4                             | D            |
| 17     | Masten Gregory          | Scuderia Camoradi          | Cooper       | Cooper T53          | F1-3-61            | Coventry Climax FPF MkI L4                              | D            |
| 18     | Ian Burgess             | Scuderia Camoradi          | Lotus        | Lotus 18            | XVIII-908          | Coventry Climax FPF MkI L4                              | D            |

## Qualifications
Les séances qualificatives ont lieu le samedi et le dimanche précédant la course.

### Première séance - samedi 20 mai (matin)
Le samedi matin, les Ferrari sont absentes lorsque débute la première séance, à dix heures, par un vent froid. Toutes les monoplaces utilisant des moteurs Climax rencontrent des problèmes de carburation et c'est l'équipe Cooper qui sera la première à les résoudre, permettant à Jack Brabham de se mettre en évidence, le champion du monde bouclant un tour à 156,3 km/h de moyenne. Personne ne parviendra à s'en approcher au cours de la matinée, Stirling Moss, le plus rapide adversaire de l'Australien, échouant à une seconde et demie au volant de la Cooper de Rob Walker.
| Pos. | Pilote                  | Écurie        | Temps        | Écart   |
| ---- | ----------------------- | ------------- | ------------ | ------- |
| 1    | Jack Brabham            | Cooper-Climax | 1 min 36 s 6 |         |
| 2    | Stirling Moss           | Cooper-Climax | 1 min 38 s 1 | + 1 s 5 |
| 3    | Graham Hill             | BRM-Climax    | 1 min 38 s 6 | + 2 s 0 |
| 4    | Masten Gregory          | Cooper-Climax | 1 min 38 s 8 | + 2 s 2 |
| 5    | Dan Gurney              | Porsche       | 1 min 38 s 9 | + 2 s 3 |
| 6    | Tony Brooks             | BRM-Climax    | 1 min 39 s 0 | + 2 s 4 |
| 7    | Hans Herrmann           | Porsche       | 1 min 39 s 0 | + 2 s 4 |
| 8    | Jim Clark               | Lotus-Climax  | 1 min 39 s 3 | + 2 s 7 |
| 9    | Joakim Bonnier          | Porsche       | 1 min 39 s 6 | + 3 s 0 |
| 10   | John Surtees            | Cooper-Climax | 1 min 40 s 7 | + 4 s 1 |
| 11   | Bruce McLaren           | Cooper-Climax | 1 min 41 s 3 | + 4 s 7 |
| 12   | Trevor Taylor           | Lotus-Climax  | 1 min 42 s 0 | + 5 s 4 |
| 13   | Carel Godin de Beaufort | Porsche       | 1 min 42 s 3 | + 5 s 7 |

### Deuxième séance - samedi 20 mai (après-midi)
Les essais reprennent à quinze heures trente, sous un ciel couvert. Les monoplaces de la Scuderia Ferrari sont arrivées et leurs pilotes se mettent rapidement en action. La séance va toutefois être interrompue par l'arrivée de la pluie, avant que les réglages de suspension des voitures italiennes ne soient optimisés. Sur piste sèche, Moss a pu tester ses deux monoplaces et sa Lotus se révèle plus rapide que sa Cooper sur ce circuit. Il parvient à accomplir un tour à 156,9 km/h de moyenne qui restera le meilleur temps de la journée, se montrant trois dixièmes de seconde plus rapide que Dan Gurney sur sa Porsche, talonné par la Ferrari de Wolfgang von Trips.
| Pos. | Pilote                  | Écurie        | Temps        | Écart    |
| ---- | ----------------------- | ------------- | ------------ | -------- |
| 1    | Stirling Moss           | Lotus-Climax  | 1 min 36 s 2 |          |
| 2    | Dan Gurney              | Porsche       | 1 min 36 s 5 | + 0 s 3  |
| 3    | Wolfgang von Trips      | Ferrari       | 1 min 36 s 6 | + 0 s 4  |
| 4    | Jack Brabham            | Cooper-Climax | 1 min 36 s 7 | + 0 s 5  |
| 5    | Richie Ginther          | Ferrari       | 1 min 36 s 7 | + 0 s 5  |
| 6    | Graham Hill             | BRM-Climax    | 1 min 36 s 7 | + 0 s 5  |
| 7    | John Surtees            | Cooper-Climax | 1 min 36 s 8 | + 0 s 6  |
| 8    | Tony Brooks             | BRM-Climax    | 1 min 37 s 0 | + 0 s 8  |
| 9    | Jim Clark               | Lotus-Climax  | 1 min 37 s 0 | + 0 s 8  |
| 10   | Phil Hill               | Ferrari       | 1 min 37 s 1 | + 0 s 9  |
| 11   | Joakim Bonnier          | Porsche       | 1 min 37 s 1 | + 0 s 9  |
| 12   | Hans Herrmann           | Porsche       | 1 min 38 s 0 | + 1 s 8  |
| 13   | Masten Gregory          | Cooper-Climax | 1 min 38 s 5 | + 2 s 3  |
| 14   | Bruce McLaren           | Cooper-Climax | 1 min 38 s 5 | + 2 s 3  |
| 15   | Trevor Taylor           | Lotus-Climax  | 1 min 40 s 8 | + 4 s 6  |
| 16   | Carel Godin de Beaufort | Porsche       | 1 min 40 s 9 | + 4 s 7  |
| 17   | Ian Burgess             | Lotus-Climax  | 1 min 46 s 8 | + 10 s 6 |

### Troisième séance - dimanche 21 mai (après-midi)
Le vent est plus chaud que la veille pour la séance du dimanche, qui démarre à quinze heures trente. Les Ferrari sont cette fois bien au point et dominent la session, les trois pilotes de la Scuderia tournant sous la barre d'1 min 36 s et s'accaparant la première ligne de la grille de départ. Phil Hill s'est montré le plus vite en action, réalisant un tour à 157,7 km/h de moyenne, une performance égalée peu après par Trips, Richie Ginther s'en approchant à deux dixièmes. Ayant tourné sur sa Cooper, Moss n'est pas parvenu à améliorer son temps de la veille (réalisé sur la Lotus), qui lui vaut toutefois de rester le plus rapide derrière les trois pilotes Ferrari ; il s'élancera à la corde de la seconde ligne de la grille de départ.
Malgré leurs performances correctes, les deux pilotes de l'équipe Camoradi, Masten Gregory et Ian Burgess, engagés en réserve, ne prendront pas le départ de la course, les quinze autres pilotes inscrits s'étant tous qualifiés
| Pos. | Pilote                  | Écurie        | Temps        | Écart   |
| ---- | ----------------------- | ------------- | ------------ | ------- |
| 1    | Phil Hill               | Ferrari       | 1 min 35 s 7 |         |
| 2    | Wolfgang von Trips      | Ferrari       | 1 min 35 s 7 | + 0 s 0 |
| 3    | Richie Ginther          | Ferrari       | 1 min 35 s 9 | + 0 s 2 |
| 4    | Stirling Moss           | Lotus-Climax  | 1 min 36 s 1 | + 0 s 4 |
| 5    | Graham Hill             | BRM-Climax    | 1 min 36 s 3 | + 0 s 6 |
| 6    | Dan Gurney              | Porsche       | 1 min 36 s 4 | + 0 s 7 |
| 7    | Masten Gregory          | Cooper-Climax | 1 min 36 s 8 | + 1 s 1 |
| 8    | Jim Clark               | Lotus-Climax  | 1 min 36 s 9 | + 1 s 2 |
| 9    | Jack Brabham            | Cooper-Climax | 1 min 37 s 1 | + 1 s 4 |
| 10   | Stirling Moss           | Cooper-Climax | 1 min 37 s 6 | + 2 s 0 |
| 11   | John Surtees            | Cooper-Climax | 1 min 37 s 6 | + 2 s 0 |
| 12   | Ian Burgess             | Lotus-Climax  | 1 min 38 s 0 | + 2 s 3 |
| 13   | Bruce McLaren           | Cooper-Climax | 1 min 38 s 2 | + 2 s 5 |
| 14   | Joakim Bonnier          | Porsche       | 1 min 38 s 5 | + 2 s 8 |
| 15   | Hans Herrmann           | Porsche       | 1 min 39 s 5 | + 3 s 8 |
| 16   | Trevor Taylor           | Lotus-Climax  | 1 min 39 s 5 | + 3 s 8 |
| 17   | Carel Godin de Beaufort | Porsche       | 1 min 39 s 8 | + 4 s 1 |

### Tableau final des qualifications
| Pos. | Pilote                  | Écurie        | Temps        | Écart   | Commentaire                        |
| ---- | ----------------------- | ------------- | ------------ | ------- | ---------------------------------- |
| 1    | Phil Hill               | Ferrari       | 1 min 35 s 7 |         | temps réalisé le dimanche          |
| 2    | Wolfgang von Trips      | Ferrari       | 1 min 35 s 7 | + 0 s 0 | temps réalisé le dimanche          |
| 3    | Richie Ginther          | Ferrari       | 1 min 35 s 9 | + 0 s 2 | temps réalisé le dimanche          |
| 4    | Stirling Moss           | Lotus-Climax  | 1 min 36 s 1 | + 0 s 4 | temps réalisé le samedi après-midi |
| 5    | Graham Hill             | BRM-Climax    | 1 min 36 s 3 | + 0 s 6 | temps réalisé le dimanche          |
| 6    | Dan Gurney              | Porsche       | 1 min 36 s 4 | + 0 s 7 | temps réalisé le dimanche          |
| 7    | Jack Brabham            | Cooper-Climax | 1 min 36 s 6 | + 0 s 9 | temps réalisé le samedi matin      |
| 8    | Tony Brooks             | BRM-Climax    | 1 min 36 s 8 | + 1 s 1 | temps réalisé le dimanche          |
| 9    | John Surtees            | Cooper-Climax | 1 min 36 s 8 | + 1 s 1 | temps réalisé le samedi après-midi |
| 10   | Masten Gregory          | Cooper-Climax | 1 min 36 s 8 | + 1 s 1 | temps réalisé le dimanche          |
| 11   | Jim Clark               | Lotus-Climax  | 1 min 36 s 9 | + 1 s 2 | temps réalisé le dimanche          |
| 12   | Joakim Bonnier          | Porsche       | 1 min 37 s 1 | + 1 s 4 | temps réalisé le samedi après-midi |
| 13   | Hans Herrmann           | Porsche       | 1 min 38 s 0 | + 2 s 3 | temps réalisé le samedi après-midi |
| 14   | Ian Burgess             | Lotus-Climax  | 1 min 38 s 0 | + 2 s 3 | temps réalisé le dimanche          |
| 15   | Bruce McLaren           | Cooper-Climax | 1 min 38 s 2 | + 2 s 5 | temps réalisé le dimanche          |
| 16   | Trevor Taylor           | Lotus-Climax  | 1 min 39 s 5 | + 3 s 8 | temps réalisé le dimanche          |
| 17   | Carel Godin de Beaufort | Porsche       | 1 min 39 s 8 | + 4 s 1 | temps réalisé le dimanche          |

## Grille de départ du Grand Prix
| 1re ligne | Pos. 3                       |                               | Pos. 2                        |                             | Pos. 1                       |
|           | Ginther Ferrari 1 min 35 s 9 |                               | Trips Ferrari 1 min 35 s 7    |                             | P. Hill Ferrari 1 min 35 s 7 |
| 2e ligne  |                              | Pos. 5                        |                               | Pos. 4                      |                              |
|           |                              | G. Hill BRM 1 min 36 s 3      |                               | Moss Lotus 1 min 36 s 2     |                              |
| 3e ligne  | Pos. 8                       |                               | Pos. 7                        |                             | Pos. 6                       |
|           | Brooks BRM 1 min 36 s 8      |                               | Brabham Cooper 1 min 36 s 6   |                             | Gurney Porsche 1 min 36 s 4  |
| 4e ligne  |                              | Pos. 10                       |                               | Pos. 9                      |                              |
|           |                              | Clark Lotus 1 min 36 s 9      |                               | Surtees Cooper 1 min 36 s 8 |                              |
| 5e ligne  | Pos. 13                      |                               | Pos. 12                       |                             | Pos. 11                      |
|           | McLaren Cooper 1 min 38 s 2  |                               | Herrmann Porsche 1 min 38 s 0 |                             | Bonnier Porsche 1 min 37 s 1 |
| 6e ligne  |                              | Pos. 15                       |                               | Pos. 14                     |                              |
|           |                              | Beaufort Porsche 1 min 39 s 8 |                               | Taylor Lotus 1 min 39 s 5   |                              |

## Déroulement de la course

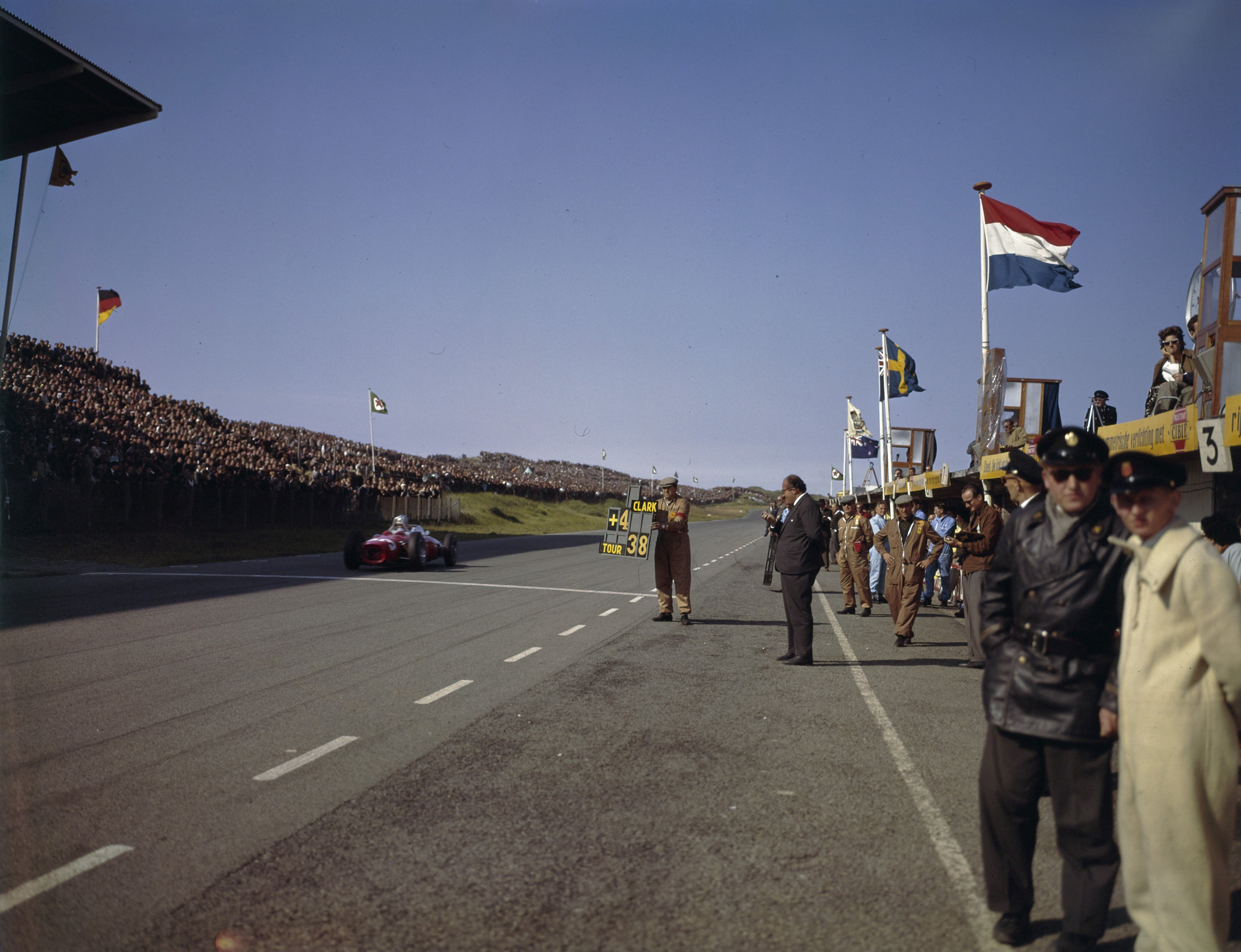
Un passage de la Ferrari de tête vers la mi-course.

Le départ de la course est donné le lundi après-midi, par un temps ensoleillé mais sous un vent assez froid. Les Ferrari de Wolfgang von Trips et Phil Hill prennent un bon départ depuis la première ligne, contrairement à leur coéquipier Richie Ginther qui se fait déborder par la BRM de Graham Hill, les Lotus de Jim Clark et Stirling Moss et la Porsche de Dan Gurney. À la fin du premier tour, Trips passe légèrement détaché, avec une seconde et demie d'avance sur un peloton compact emmené par Graham Hill. Phil Hill reprend bientôt la seconde place, mais reste à quelque distance de son coéquipier qui vient de réaliser le meilleur tour à plus de 157 km/h de moyenne. Graham Hill parvient difficilement à se maintenir en troisième position, directement menacé par Clark qui se montre très incisif. Le pilote écossais va parvenir à dépasser la BRM au cours du cinquième tour, avant de se ruer à l'assaut de la Feerari de Phil Hill. Clark accomplit un tour à plus de 158 km/h de moyenne et revient bientôt dans les roues de Hill. La Lotus est plus rapide en courbe mais en sortie de virage la Ferrari reprend un peu de champ, et durant une dizaine de tours Clark va rester dans le sillage du pilote américain. En tête, Trips tourne très régulièrement, s'étant construit une avance de quelques secondes sur Hill et Clark. Derrière, la quatrième place est l'objet d'une bataille très serrée entre Graham Hill, Ginther, Moss, qui viennent d'être rejoints par la Cooper de Jack Brabham.
Au dix-septième tour, Clark parvient à déborder Hill dans une courbe, mais ce dernier reprend aussitôt l'avantage dans la ligne droite suivante. Le pilote Lotus va répéter la manœuvre à plusieurs reprises, sans plus de succès. Les deux hommes comptent alors quatre secondes de retard sur Trips, qui tourne toujours à sa main. Au vingt-deuxième tour, alors que Moss vient de s'emparer de la quatrième place au détriment de Graham Hill, Clark parvient une nouvelle fois à déborder Phil Hill mais cette fois réussit à se maintenir devant la Ferrari. Durant sept tours, la petite Lotus conserve l'avantage, avant que Hill ne réagisse, reprenant la seconde place au cours du vingt-neuvième tour. Il se trouve alors à six secondes de Trips. La quatrième est toujours très disputée entre Moss et Ginther. Graham Hill tente de s'accrocher, mais au trente-deuxième tour il sort légèrement de la piste, et perd sa sixième place au profit de Brabham. Clark vient à nouveau de repasser devant Phil Hill, mais trois tours plus tard le pilote américain reprend facilement l’avantage. On s'approche de la mi-course et l'avance de Trips est toujours de l'ordre de cinq secondes. Ginther parvient à dépasser Moss pour le gain de la quatrième place, le pilote britannique restant toutefois dans le sillage du Californien.

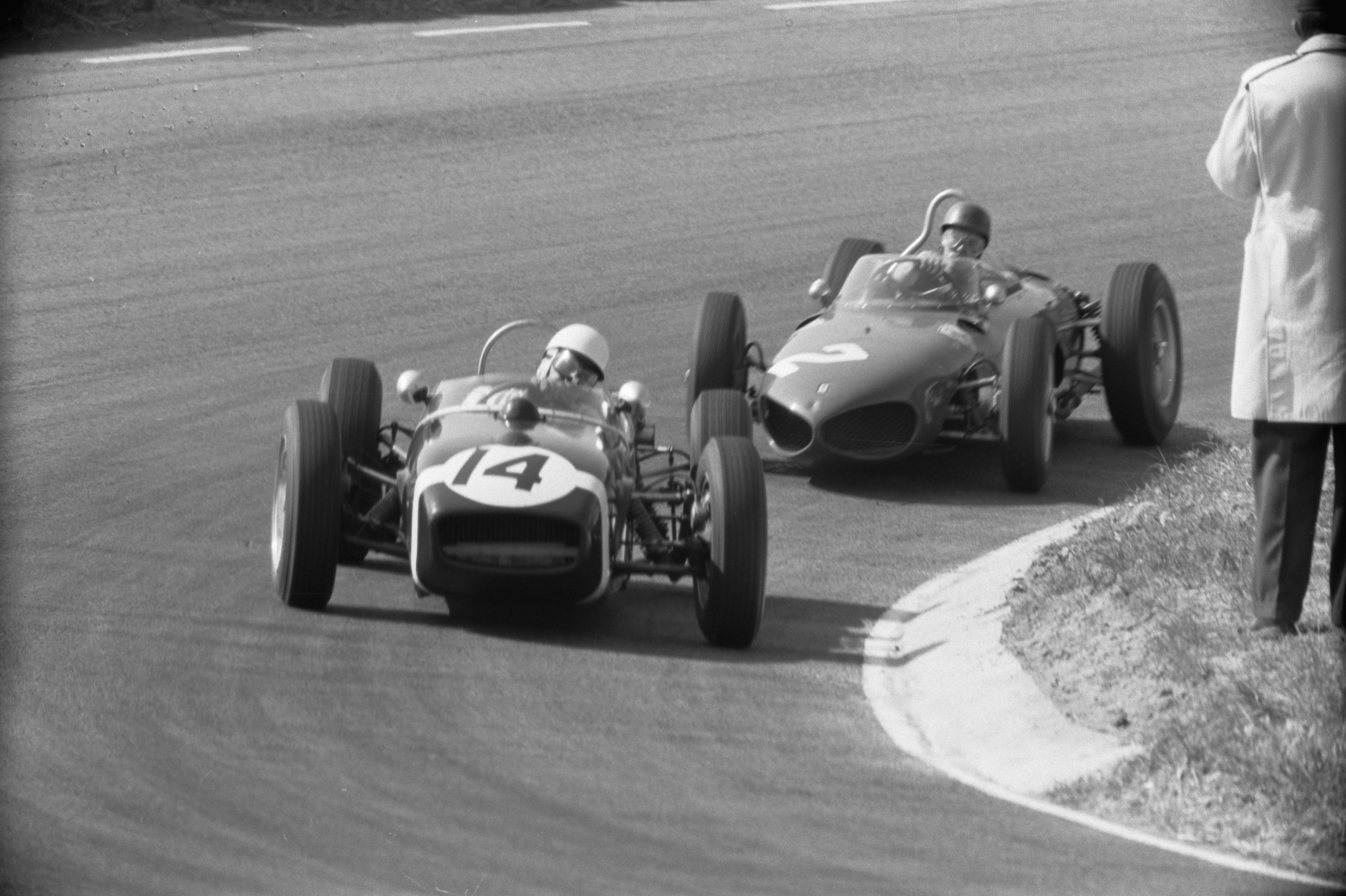
Stirling Moss (Lotus) est parvenu à déposséder Ginther de sa quatrième place dans le dernier tour.

Clark parvient à menacer Hill jusqu'au cinquante-cinquième tour, mais le comportement de sa Lotus commence alors à se dégrader, la voiture devenant moins stable avec l'allègement de son réservoir. Hill s'en détache rapidement et commence à réduire progressivement l'écart sur son coéquipier. Au soixantième tour, il est revenu à une seconde de Trips, Clark roulant maintenant isolé en troisième position. La fin de course va se dérouler sans changement notable, jusqu'au dernier tour où Moss parvient à profiter de l'aspiration pour déborder Ginther (handicapé par un siège aux fixations cassées), s'emparant in extremis de la quatrième place. Les Ferrari réalisent le doublé devant un très méritant Jim Clark, Trips remportant sa première victoire en championnat. Sur quinze voitures au départ, toutes sont à l'arrivée, aucune ne s'étant arrêtée au stand !

### Classements intermédiaires
Classements intermédiaires des monoplaces aux premier, troisième, cinquième, dixième, quinzième, vingtième, vingt-cinquième, trentième, quarante-cinquième et soixantième tours.

### Classement de la course

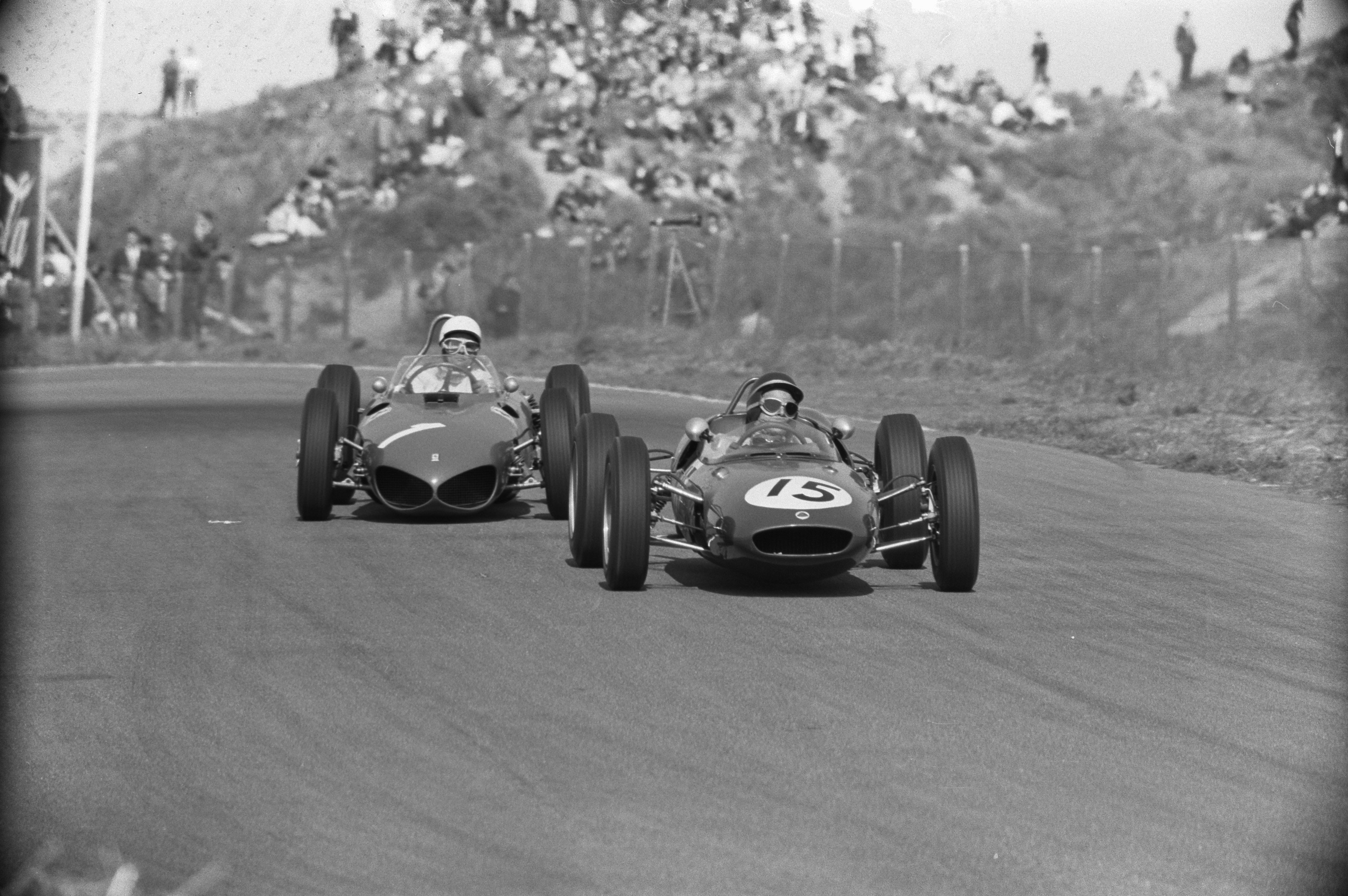
Le duel entre Jim Clark (Lotus n°15) et Phil Hill (Ferrari n°1) a animé les trois quarts de la course.

| Pos. | no | Pilote                  | Écurie        | Tours | Temps/Abandon                    | Grille | Points |
| ---- | -- | ----------------------- | ------------- | ----- | -------------------------------- | ------ | ------ |
| 1    | 3  | Wolfgang von Trips      | Ferrari       | 75    | 2 h 01 min 52 s 1 (154,827 km/h) | 2      | 9      |
| 2    | 1  | Phil Hill               | Ferrari       | 75    | + 0 s 9                          | 1      | 6      |
| 3    | 15 | Jim Clark               | Lotus-Climax  | 75    | + 13 s 1                         | 11     | 4      |
| 4    | 14 | Stirling Moss           | Lotus-Climax  | 75    | + 22 s 2                         | 4      | 3      |
| 5    | 2  | Richie Ginther          | Ferrari       | 75    | + 22 s 3                         | 3      | 2      |
| 6    | 10 | Jack Brabham            | Cooper-Climax | 75    | + 1 min 20 s 1                   | 7      | 1      |
| 7    | 12 | John Surtees            | Cooper-Climax | 75    | + 1 min 26 s 7                   | 9      |        |
| 8    | 4  | Graham Hill             | BRM-Climax    | 75    | + 1 min 29 s 8                   | 5      |        |
| 9    | 5  | Tony Brooks             | BRM-Climax    | 74    | + 1 tour                         | 8      |        |
| 10   | 7  | Dan Gurney              | Porsche       | 74    | + 1 tour                         | 6      |        |
| 11   | 6  | Joakim Bonnier          | Porsche       | 73    | + 2 tours                        | 12     |        |
| 12   | 11 | Bruce McLaren           | Cooper-Climax | 73    | + 2 tours                        | 14     |        |
| 13   | 16 | Trevor Taylor           | Lotus-Climax  | 73    | + 2 tours                        | 16     |        |
| 14   | 8  | Carel Godin de Beaufort | Porsche       | 72    | + 3 tours                        | 17     |        |
| 15   | 9  | Hans Herrmann           | Porsche       | 72    | + 3 tours                        | 13     |        |
| Np.  | 17 | Masten Gregory          | Cooper-Climax |       | Inscrit en réserve               |        |        |
| Np.  | 18 | Ian Burgess             | Lotus-Climax  |       | Inscrit en réserve               |        |        |

Légende :
- Np.=Non partant

### Pole position et record du tour
- Pole position :  Phil Hill en 1 min 35 s 7 (vitesse moyenne : 157,730 km/h). Temps réalisé lors de la séance d'essais du dimanche 21 mai[13]. Wolfgang von Trips a réalisé un temps identique lors de cette même journée.
- Meilleur tour en course :  Jim Clark en 1 min 35 s 5 au septième tour (vitesse moyenne : 158,061 km/h).

### Tours en tête
- Wolfgang von Trips : 75 tours (1-75)

## Classement général à l'issue de la course
- Attribution des points : 9, 6, 4, 3, 2, 1 respectivement aux six premiers de chaque épreuve.
- Pour la coupe des constructeurs, même barème à l'exception de la première place (8 points au lieu de 9) et seule la voiture la mieux classée de chaque équipe inscrit des points.
- Seuls les cinq meilleurs résultats sont comptabilisés.
- Le règlement permet aux pilotes de se relayer sur une même voiture, les points éventuellement acquis étant alors perdus pour pilotes et constructeur[13].
- Sur neuf épreuves qualificatives prévues pour le championnat du monde 1961, huit seront effectivement courues, le Grand Prix du Maroc (programmé le 29 octobre) ayant été annulé en cours de saison pour raisons financières[13].

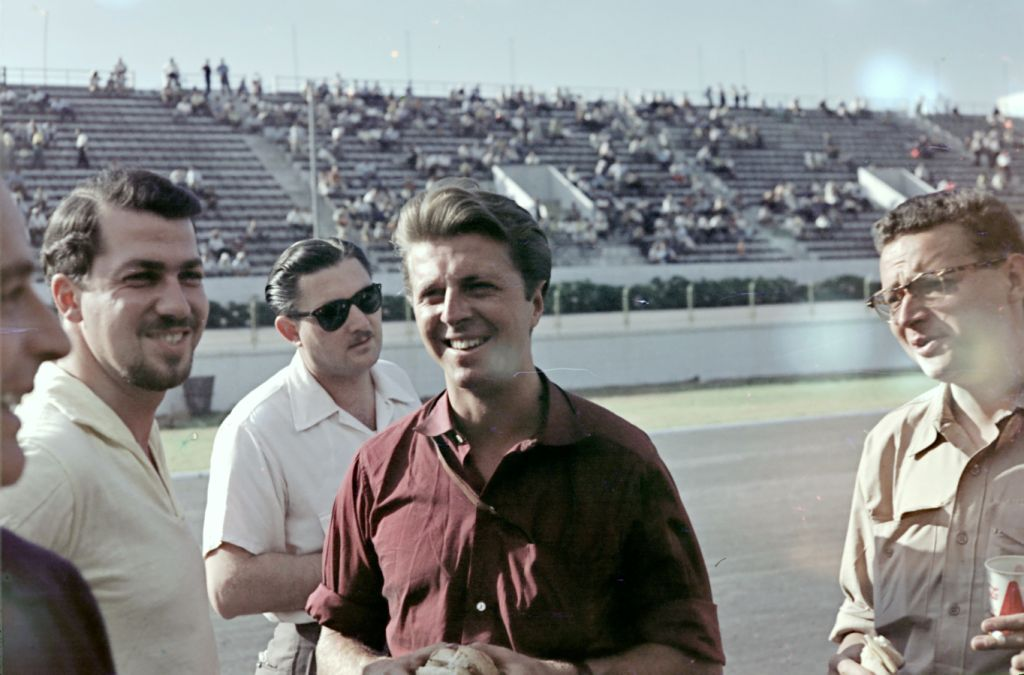
Victorieux à Zandvoort, Wolfgang von Trips (au centre sur la photo) a rejoint Moss en tête du championnat.

| Pos. | Pilote             | Écurie  | Points | MON | NL | BEL | FRA | GBR | ALL | ITA | USA | MAR |
| ---- | ------------------ | ------- | ------ | --- | -- | --- | --- | --- | --- | --- | --- | --- |
| 1    | Stirling Moss      | Lotus   | 12     | 9   | 3  |     |     |     |     |     |     |     |
|      | Wolfgang von Trips | Ferrari | 12     | 3   | 9  |     |     |     |     |     |     |     |
| 3    | Phil Hill          | Ferrari | 10     | 4   | 6  |     |     |     |     |     |     |     |
| 4    | Richie Ginther     | Ferrari | 8      | 6   | 2  |     |     |     |     |     |     |     |
| 5    | Jim Clark          | Lotus   | 4      | -   | 4  |     |     |     |     |     |     |     |
| 6    | Dan Gurney         | Porsche | 2      | 2   | -  |     |     |     |     |     |     |     |
| 7    | Bruce McLaren      | Cooper  | 1      | 1   | -  |     |     |     |     |     |     |     |
|      | Jack Brabham       | Cooper  | 1      | -   | 1  |     |     |     |     |     |     |     |

| Pos. | Écurie        | Points | MON | NL | BEL | FRA | GBR | ALL | ITA | USA | MAR |
| ---- | ------------- | ------ | --- | -- | --- | --- | --- | --- | --- | --- | --- |
| 1    | Ferrari       | 14     | 6   | 8  |     |     |     |     |     |     |     |
| 2    | Lotus-Climax  | 12     | 8   | 4  |     |     |     |     |     |     |     |
| 3    | Porsche       | 2      | 2   | -  |     |     |     |     |     |     |     |
|      | Cooper-Climax | 2      | 1   | 1  |     |     |     |     |     |     |     |

## À noter
- 1re victoire en championnat du monde pour Wolfgang von Trips.
- 31e victoire en championnat du monde pour Ferrari en tant que constructeur.
- 31e victoire en championnat du monde pour Ferrari en tant que motoriste.
- 1er Grand Prix sans abandon. Il faudra attendre le Grand Prix d'Italie 2005 pour que cela se renouvelle (hormis le Grand Prix des États-Unis 2005 avec ses six partants).
- 1er Grand Prix sans arrêt au stand durant la course.